# Okamejei meerdervoortii
Okamejei meerdervoortii är en rockeart som först beskrevs av Pieter Bleeker 1860.  Okamejei meerdervoortii ingår i släktet Okamejei och familjen egentliga rockor. IUCN kategoriserar arten globalt som otillräckligt studerad. Inga underarter finns listade i Catalogue of Life.